# Turís
Turís – gmina w Hiszpanii, w prowincji Walencja, we wspólnocie autonomicznej Walencja, o powierzchni 80,51 km². W 2011 roku liczyła 6637 mieszkańców.